# ليا أماندا
ليا أماندا (بالإيطالية: Lia Amanda)‏ هي ممثلة إيطالية، ولدت في 2 سبتمبر 1932 بروما في إيطاليا.

## وصلات خارجية
- ليا أماندا على موقع IMDb (الإنجليزية)
- ليا أماندا على موقع ألو سيني (الفرنسية)
- ليا أماندا على موقع أول موفي (الإنجليزية)
- ليا أماندا على موقع قاعدة بيانات الأفلام السويدية (السويدية)
- ليا أماندا على موقع كينوبويسك (الروسية)